# Javořina (Šindelová)

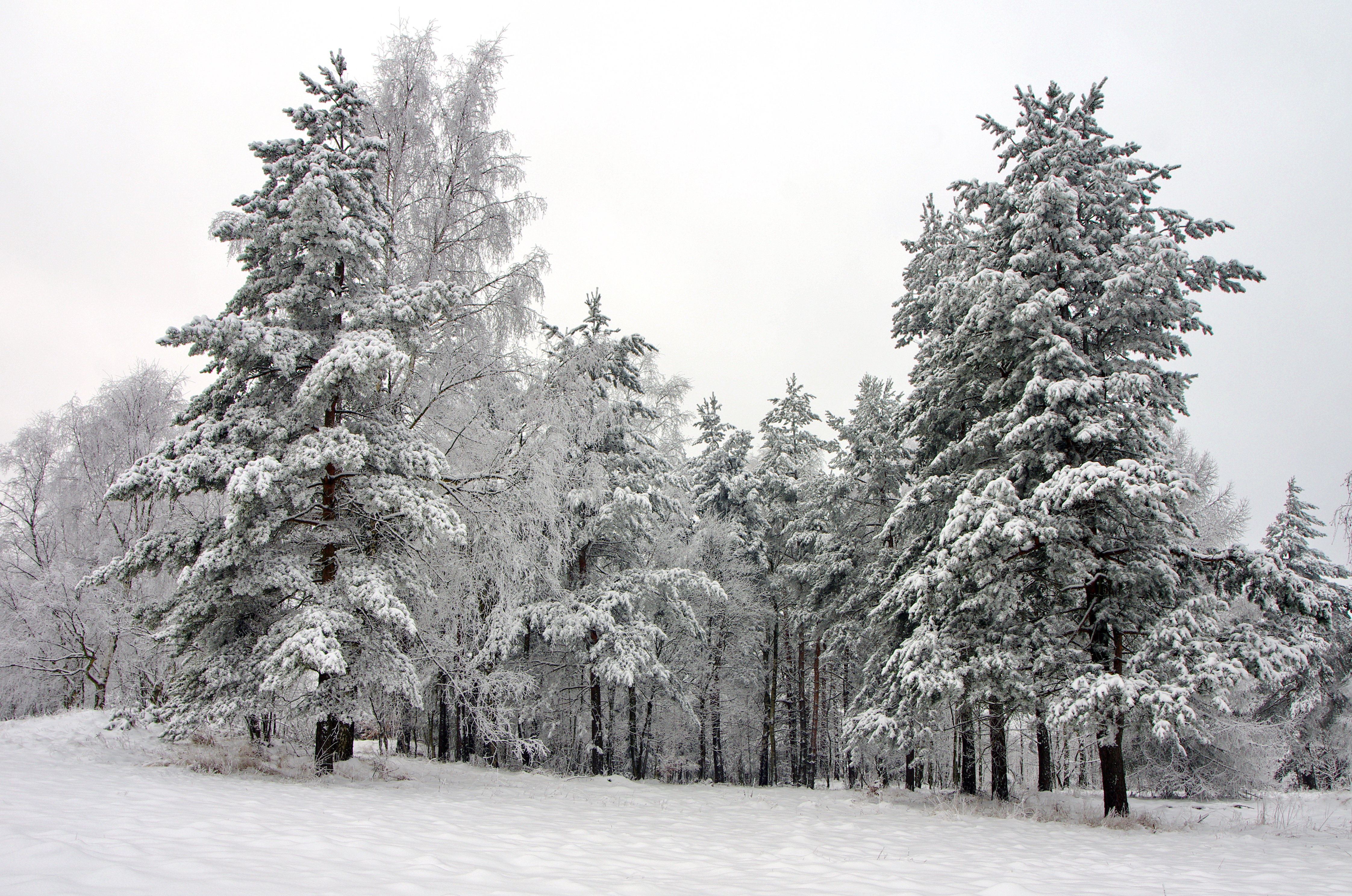
Wüstung Javořina, 2014

Javořina (deutsch Ahornswald) war ein Ortsteil von Milíře in der Tschechischen Republik. Beide Orte sind in den 1950er Jahren zu Wüstungen geworden. Die ehemaligen Ortsfluren gehören heute zur Gemeinde Šindelová im Erzgebirge. 

## Geschichte
Von 1938/39 bis 1945 gehörte das Dorf als Ortsteil von Kohling zum Reichsgau Sudetenland und wurde dem Landkreis Neudek im Regierungsbezirk Eger zugeordnet. Im Ort lebten im Jahre 1940 186 Einwohner.